# (1825) Klare
(1825) Klare – planetoida z pasa głównego planetoid okrążająca Słońce w ciągu 4 lat i 139 dni w średniej odległości 2,68 au Została odkryta 31 sierpnia 1954 roku w Landessternwarte Heidelberg-Königstuhl w Heidelbergu przez Karla Reinmutha. Nazwa planetoidy pochodzi od Gerharda Klare, niemieckiego astronoma. Przed jej nadaniem planetoida nosiła oznaczenie tymczasowe (1825) 1954 QH.